# Getúlio
Getúlio ist ein Spielfilm des brasilianischen Regisseurs João Jardim aus dem Jahr 2014. Das Roadmovie basiert auf einem Drehbuch von George Moura und wurde von Copacabana Filmes produziert.

## Handlung
Der Film erzählt die letzten 19 Tage im Leben des brasilianischen Präsidenten Getúlio Vargas, in denen er sich in den Catete-Palast zurückzog, nachdem er als Auftraggeber des Anschlags auf den Journalisten Carlos Lacerda zum Rücktritt aufgefordert worden war und den Rückhalt des Militärs verloren hatte. Am Morgen des 24. August 1954 nahm sich Vargas mit einem Pistolenschuss ins Herz das Leben.

## Auszeichnungen
Bei den Grande Prêmio do Cinema Brasileiro 2015 gewann der Film drei Preise:
- Tony Ramos als bester Hauptdarsteller
- Tiago Marques als bester Art Director
- Martín Macias Trujillo für das beste Make-up.